# Honor Harrington
Honor Harrington ist der Name einer sehr erfolgreichen Military-Science-Fiction-Romanserie des US-amerikanischen Autors David Weber und zugleich auch der Name der Hauptfigur der Serie.

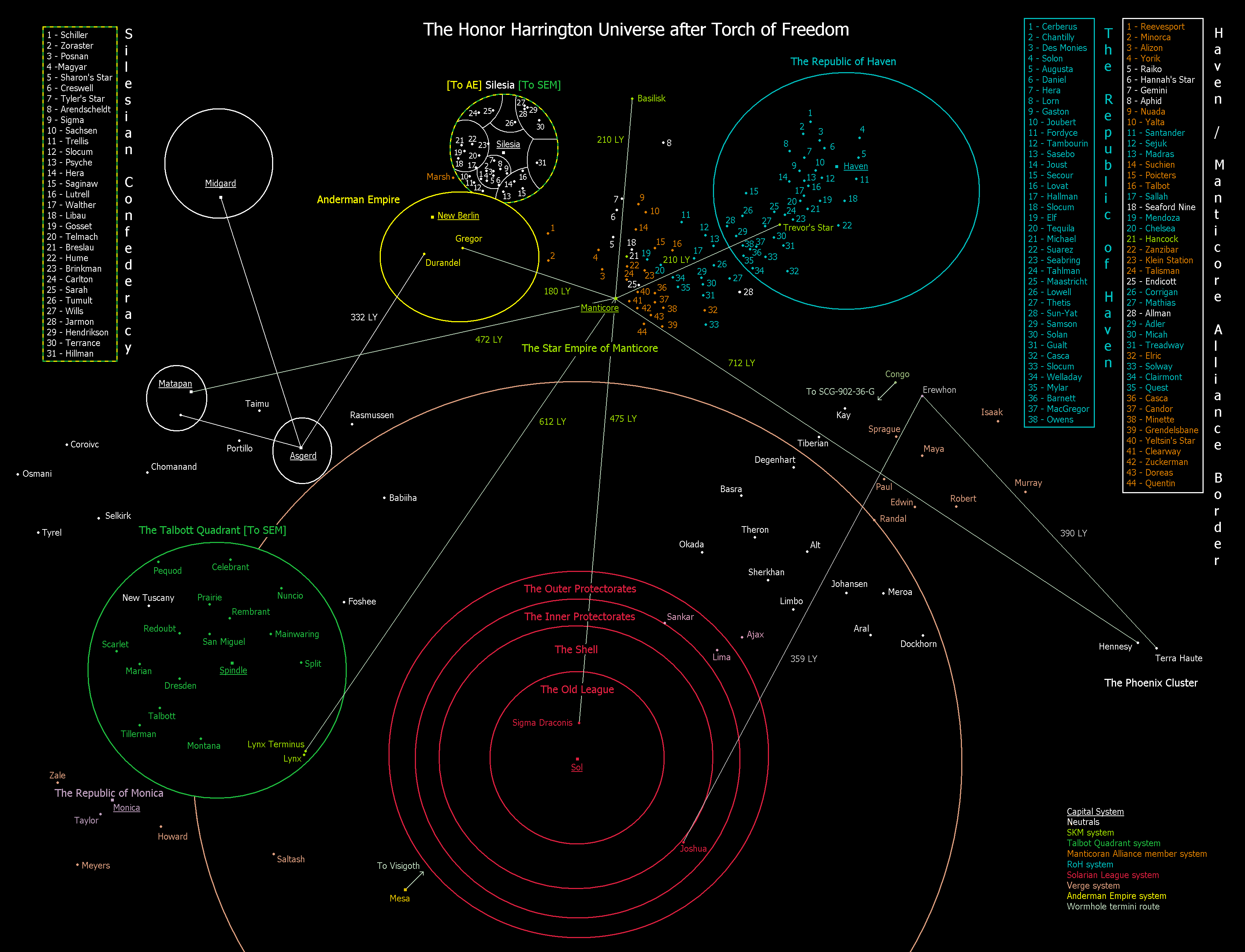
Eine Karte der Region in der die Erzählungen aus dem „Honorverse“ stattfinden

## Hintergrund
Die Handlung ist im 41. Jahrhundert unserer Zeitrechnung angesiedelt: Die Menschheit ist vor knapp 2000 Jahren ins All vorgestoßen und hat tausende von Planeten besiedelt, die sich in einem etwa 2.560 × 2.560 Lichtjahre umfassenden Raumgebiet um die Erde zu zahlreichen interstellaren politischen Gebilden formiert haben. Die größte Sternnation ist die „Solare Liga“, ein etwa 2.000 Planeten umfassender und 700 Lichtjahre durchmessender interstellarer Koloss und mächtigstes politisches, wirtschaftliches sowie militärisches Gebilde der menschlichen Geschichte. Umgeben ist sie von zahllosen so genannten „Einsystem-Nationen“ und einigen „Multisystem-Nationen“. Eine davon ist das Sternenkönigreich von Manticore, in dessen Diensten die Hauptfigur, Honor Stephanie Harrington, als Offizier der „Royal Manticoran Navy“ steht. In dieser Funktion muss sie im Lauf der chronologisch angeordneten Romane verschiedene Herausforderungen bewältigen; diese liegen sowohl in den Schlachten eines interstellaren Konfliktes mit der Volksrepublik Haven als auch in gesellschaftlichen Dingen und auf dem Parkett der nationalen und interstellaren Politik. Der Leser verfolgt dabei Honor Harringtons Aufstieg sowohl in ihrer militärischen als auch gesellschaftlichen Laufbahn. Entsprechend werden die Dimensionen der Handlungsstränge immer umfangreicher – beschränken sie sich zu Beginn auf relativ kleine Bereiche, so entscheidet Honor später praktisch über das Schicksal ganzer Flottenverbände und Sternensysteme. Ebenso wird der anfangs relativ begrenzte Konflikt, vor dem die Handlung spielt, immer umfangreicher, bis es schließlich um nicht weniger geht als die Zukunft der gesamten Menschheit.
David Weber gelang es, mit der Honor-Harrington-Saga an die maritimen Romane der britischen Autoren C. S. Forester und Alexander Kent anzuknüpfen; sein erster Roman ist Forester gewidmet. Dessen männlicher Held Horatio Hornblower erlebt, genauso wie Kents Romanfigur Richard Bolitho, seine Abenteuer allerdings auf Segelschiffen des 18./19. Jahrhunderts. Weber übernahm das Konzept, eine Hauptfigur in ihrer Marinelaufbahn von ihren Anfängen als Kadett bis zum Karrierehöhepunkt zu begleiten. Ein wesentlicher Unterschied zu Forester und Kent besteht allerdings darin – von der Ansiedlung der Handlung in ferner Zukunft und auf Raumschiffen abgesehen –, dass eine Frau im Mittelpunkt der Serie steht. Auch der britische Admiral Horatio Nelson wird als Vorbild herangezogen; so verliert Honor – genau wie das große Vorbild und in der gleichen Reihenfolge – ein Auge und einen Arm im Kampf und geht, ähnlich wie Nelson, eine Menage a trois mit einem Ehepaar der besten Gesellschaft ein.
Im Verlauf der Saga schuf Weber eine ganz eigene Welt, in der die Abenteuer stattfinden, für die im angelsächsischen Sprachraum der Begriff „Honorverse“ entstand, ein Kofferwort aus „Honor“ und „Universe“. In diesem Honorverse existieren neben dem Haupthandlungsstrang mittlerweile zwei Nebenerzählstränge, die sich teilweise mit der Hauptgeschichte überschneiden, sowie mittlerweile über zwanzig ergänzende Einzelgeschichten, die besondere Ereignisse, die sonst nur kurz erwähnt werden, genauer beleuchten.
Die Bücher erscheinen in deutscher Sprache bei Bastei-Lübbe; der amerikanische Originalverlag ist Baen Publishing. Der erste Roman der Reihe erschien 1993, der bislang letzte 2021. Zusätzlich zur eigentlichen Serie sind bereits mehrere Anthologien erschienen, die Weber zusammen mit anderen Autoren geschrieben hat, sowie mehrere Bände zweier Spinoff- und zweier Prequelserien, die mit anderen Hauptfiguren an anderen Schauplätzen spielen, mit denen er das Honorverse weiter ausbaut und der Hauptstory zuarbeitet.

## Eckpfeiler der Serie

### Politische Entitäten

#### Sternenkönigreich von Manticore
Das Sternenkönigreich von Manticore ist zu Beginn der Serie ein dem Großbritannien des 18. bis 19. Jahrhunderts nachgebildete „Ein-System-Sternnation“, gelegen in einem fiktiven Doppelsternsystem. Beherrscht wird es von einem erblichen Königshaus, das sich während der Kolonisation des Sternsystems etabliert hat und starke Ähnlichkeit mit dem Britischen Königshaus aufweist. Außerdem hat sich im Königreich von Manticore eine einflussreiche Aristokratie gebildet, die über das Oberhaus eines parlamentarischen Zweikammernsystems großen Einfluss auf die Politik des Königreichs nimmt.
Etwa sieben Lichtstunden vom Hauptstern des Systems Manticore-A entfernt befindet sich ein Wurmlochknoten, der zeitverlustfreie Verbindungen zu sieben anderen, teils Lichtjahrhunderte entfernten Sonnensystemen ermöglicht. Da sich durch den Knoten gigantische Entfernungen in kürzester Zeit überbrücken lassen, stellt die Kontrolle des Knotens die Grundlage für die wirtschaftliche Stärke des Sternenkönigreiches (über Zolleinnahmen/Transitgebühren) und seine Dominanz als raumfahrende Handelsnation dar. Gleichzeitig ist er Quelle von Neid und Missgunst besonders solarischer Handelskonzerne und solarischer Eliten, gibt er Manticore doch enorme wirtschaftliche Vorteile.
Neben dem Hauptsystem kontrolliert das Sternenkönigreich aus sicherheitspolitischen und wirtschaftlichen Gründen weitere Systeme, die zu Beginn der Handlung aber aufgrund isolationistischer Strömungen innerhalb des „Oberhauses“ nicht annektiert sind, darunter das „Basilisk System“, in dem einer der so genannten „Termini“ des Wurmlochknotens liegt. Besagte sicherheitspolitische Interessen, wirtschaftliche Gründe und letztendlich der nackte Kampf ums Überleben lassen den Isolationismus immer mehr schwinden, so dass sich das Sternenkönigreich schließlich zum Sternenimperium von Manticore, einer Multisystemnation aus 22 Sonnensystemen unter Führung Manticores, weiterentwickelt.

#### Republik Haven
Die aus zahlreichen Sternensystemen bestehende Republik Haven ist Frankreich zur Zeit der Französischen Revolution nachgebildet, wobei die jeweiligen Protagonisten zum Teil Namen in Anspielung an historische französische Revolutionshelden tragen. Einst ein strahlendes Leuchtfeuer der Demokratie und Gleichberechtigung, Vorbild für die sie umgebenden Nationen und sogar ein gesellschaftlicher, kultureller und wirtschaftlicher Konkurrent für die Solare Liga, wurde sie durch übermäßigen Erfolg, politische Ideologie, ausufernde Sozialprogramme und Manipulation von außen zu einem dauerbankrotten Moloch, der zur ständigen Expansion gezwungen ist, um nicht an seinen internen Problemen zu ersticken. Die Volksrepublik hat zum Zeitpunkt von Webers Einstiegsgeschichte eine seit fast 50 Jahren andauernde gewaltsame Expansion hinter sich und taumelt unausweichlich in einen offenen Konflikt mit dem Sternenkönigreich, das zunächst nur wie ein weiterer Punkt auf der Eroberungsliste erscheint. Obwohl nominell eine Republik wird Haven zunächst von einer De-facto-Adelsschicht, den Legislaturisten, regiert. Über den Konflikt mit Manticore stürzt die Volksrepublik in einen Strudel der internen Gewalt, der Millionen das Leben kostet und eine Folge von politischen Umstürzen nach sich zieht. Und als der Wahnsinn endlich vorüber und sogar ein Frieden mit Manticore in Sicht ist, wird die Republik erneut von außen manipuliert und sieht sich nach weiteren Kämpfen gegen Manticore mit dem gefährlichsten Gegner konfrontiert, dem sie je gegenüberstand.

#### Protektorat von Grayson
Das Protektorat von Grayson ist dem Kaiserreich Japan vor und während der Meiji-Restauration nachempfunden. Aufgeteilt in mit Staaten vergleichbare Güter unter der Kontrolle fast absolutistischer Gutsherren und beherrscht von einer – überraschend liberalen und toleranten – Staatskirche sowie einem weltlichen, der Moderne zugewandten planetaren Protektor, wandelt sich das Protektorat von Grayson von einer unbedeutenden und technisch rückständigen Einsystem-Sternnation zum wichtigsten, innovativsten und stärksten Verbündeten des Sternenkönigreichs und trägt entscheidend zum Verlauf der Ereignisse bei – während es gleichzeitig einen fundamentalen Wandel seiner Gesellschaft erlebt. Das Protektorat steht treu und unerschütterlich an Manticores Seite und marschiert mit diesem schließlich in den alles entscheidenden Konflikt.

#### Andermanisches Kaiserreich
Das Andermanische Kaiserreich ist das „Weltraumäquivalent“ des alten Preußens – und sein Gründer war überzeugt, die Reinkarnation Friedrichs des Großen zu sein. Das gesamte Staatswesen ist am preußischen Vorbild und Ideal ausgerichtet, auch wenn die Andermaner selbst aus dem asiatischen Raum Alterdes abstammen. Die Andermaner haben interstellar den (sorgsam gepflegten und mit Humor genommenen) Ruf, Militaristen zu sein, denn das Kaiserreich expandiert langsam, aber stetig durch Annexionen, wobei es die Andermaner verstehen, immer nur dort zuzugreifen, wo ihre Intervention als das kleinere Übel angesehen wird. Durch ihre Expansionsbestrebungen in der so genannten Silesianischen Konföderation gibt es zwar immer wieder Spannungen mit Manticore, das Verhältnis der Reiche ist aber im Grunde von wohlwollendem Respekt geprägt. Obwohl zunächst „wohlwollend neutral“, können auch die Andermaner sich den Entwicklungen nicht entziehen und müssen schließlich Stellung beziehen.

#### Silesianische Konföderation
Die Silesianische Konföderation ist Polen vor den drei großen Teilungen nachempfunden. Ein loser Zusammenschluss von eigentlich autonomen Planeten, gleicht die Konföderation politisch „einer Kernschmelze im Endstadium“. Ständig gibt es Sezessionsbewegungen und Aufstände. Korrupte Sektorgouverneure machen gemeinsame Sache mit Piratenbanden und Söldnern. Die Zentralregierung ist schwach und traut niemandem. Lokale Warlords errichten ihre privaten Königreiche, Lokalpatrioten ringen um Unabhängigkeit. Die Raumflotte der Konföderation ist schlecht finanziert, mangelhaft ausgerüstet und ihre Offiziere häufig korrupt. Jedes Jahr sterben unzählige Silesianer in den Exzessen. Bislang ist jeder Versuch gescheitert, das Chaos zu beseitigen. Doch die Konföderation ist ein wichtiger Markt für solarische, andermanische und manticoranische Konzerne und so sind sowohl die andermanische als auch die manticoranische Raumflotte im Gebiet der Konföderation unterwegs und versuchen, ein Minimum an Ordnung aufrechtzuerhalten. Im Lauf der Handlung wird das Schicksal der Konföderation schließlich besiegelt: Manticore und Anderman entschließen sich, Realpolitik zu betreiben und teilen die Konföderation unter sich auf.

#### Solare Liga
Die Solare Liga ist durch eine kritische Sicht US-amerikanischer Verhältnisse inspiriert und ist das größte und mächtigste politische Gebilde im Honorverse. Sie umfasst mehrere Hundert echte Mitgliedsysteme, die nominell gleichberechtigt in demokratisch legitimierten Gremien über die Geschicke der Liga bestimmen, sowie an ihren Rändern ebenfalls hunderte assoziierte Systeme und so genannte Protektorate. Die Liga tritt aufgrund jahrhundertelanger Dominanz und Erfolge mit großer Arroganz und Selbstzufriedenheit als Hort von Demokratie und Fortschritt auf, ist mittlerweile jedoch durch und durch korrupt. Die demokratischen Kontrollmechanismen der Liga sind längst ausgehebelt und ihre Bürokratien bilden Staaten im Staat. Die Prinzipien der Gründer sind wirtschaftlichen Interessen interstellarer Konzerne, institutioneller Arroganz, herablassender Überheblichkeit, genereller Gleichgültigkeit und unverhohlenem Machtmissbrauch gewichen. Bürger anderer Sternnationen werden als minderwertige „Neobarbaren“ gesehen und ihre Sternnationen als unbedeutende, rückständige Staaten, die von der Gnade der Liga abhängig sind und früher oder später sowieso zu Ligaprotektoraten werden. Diese Protektorate wiederum werden als Besitz betrachtet und von lokalen Gouverneuren und solarischen Konzernen brutal ausgebeutet. Widerstand wird von der Solarischen Gendarmerie und besonders dem Ligaamt für Grenzsicherheit und der Navy der Solaren Liga grausam unterdrückt. Während die Liga selbst sich noch immer als das höchste zu erreichende Ideal sieht, sehen Außenstehende eher eine Bedrohung in ihr, sind aber nicht in der Lage, etwas gegen diese Bedrohung zu unternehmen. Der Verfall ihrer inneren Werte lässt die Liga zum Ziel einer gefährlichen Verschwörung werden.

#### Erewhon
Der Planet Erewhon ist Heimat der gleichnamigen Sternnation und einem Aspekt der italienischen Gesellschaft nachempfunden. Ihr Hintergrund ist einzigartig: Gegründet von Mafiosi als Legalisierungsmittel für illegale Geschäfte, ist Erewhon eine Sternnation, in der große Familien die Politik dominieren und Ehre, persönliche Integrität und Aufrichtigkeit die fundamentalen Prinzipien darstellen. Erewhon hat die höchste Zahl eingehaltener Verträge bei der gleichzeitig geringsten Zahl an Anwälten. Handschlag und mündliche Vereinbarung sind genauso bindend wie schriftliche Vereinbarungen. Politik wird traditionell in „verrauchten Hinterzimmern“ gemacht. Die Interessen der Familien sind zwar sehr wichtig, Korruption und Selbstbereicherung werden dabei aber als ehrlos angesehen und führen zu sehr unangenehmen Reaktionen. Erewhon kontrolliert einen Wurmlochknoten mit zwei Termini und hat dadurch wirtschaftlich einigen Einfluss, besonders da es einen Zulieferer zum größeren manticoranischen Knoten darstellt. Durch seine wirtschaftliche Stärke kontrolliert es den umgebenden Raum, der allgemein als Erewhon Sektor bezeichnet wird. Erewhon ist zu Beginn der Handlung ein wichtiger Teil des manticoranischen Bündnisses gegen die Volksrepublik Haven.

#### Torch
Das Königreich von Torch ist eine Sternnation befreiter Gensklaven, ein Zufluchtsort für alle, die im Rest der Galaxis unerwünscht sind und diskriminiert werden – Gensklaven, Schwätzer (Nachfahren genmanipulierter Supersoldaten), Ex-Mesaner, alle bekommen auf Torch eine zweite Chance, sofern sie bereit sind, ihr altes Leben hinter sich zu lassen. Das Königreich von Torch ist eine sehr junge Sternnation und noch im Aufbau, befindet sich aber bereits in einem tödlichen Konflikt mit Mesa, der Heimat der Gensklavenhändler. Torch ist in allen anderen Konflikten bislang neutral und steht unter dem Schutz der Liga, Manticores, Erewhons und Havens.

#### Mesa
Der Planet Mesa wurde vor Jahrhunderten nach einem Zerwürfnis auf dem für seine Gentechnik berühmten Planeten Beowulf über die Prinzipien und Grenzen genetischer Manipulation am Menschen von Kolonisten um Leonard Detweiler besiedelt. Auf Beowulf sperrte man sich aufgrund der immensen Schrecken und Zerstörungen des letzten Krieges von Alterde, in dem die Mutterwelt der Menschheit beinahe vernichtet worden wäre, gegen „Optimierungen“ des menschlichen Genoms, woraufhin Detweiler und sein Gefolge ins Exil gingen. Zur Zeit der Handlung ist Mesa vor allem für die Züchtung von genetisch für alle möglichen Zwecke adaptierter Sklaven berüchtigt. Mit seinen interstellaren, in jede nur vorstellbare Abartigkeit verwickelten Konzernen ist Mesa der Inbegriff des Bösen im Honorverse. Interstellare Vereinbarungen und moralische Standards bedeuten nichts und seine genetisch aufgewerteten Eliten manipulieren und intrigieren überall im Honorverse, wobei ihnen das Schicksal „Normalgeborener“ herzlich egal ist. Im Lauf der Handlung zeigt sich immer mehr, dass das interstellar bekannte Mesa nur ein Deckmantel für das Mesanische Alignment ist, welches nicht nur skrupellos im Sinne seiner wirtschaftlichen Interessen agiert, sondern weitreichende politische Ziele verfolgt und dabei im Geheimen schon seit Generationen die Entwicklungen im gesamten bekannten Raum massiv beeinflusst hat.

##### Mesanisches Alignment
Das Mesanische Alignment entstammt Leonard Detweilers Traum einer genetisch optimierten Menschheit, die all ihr Potenzial nutzen kann. Allerdings ist es mittlerweile – oder war von Anfang an – eine Perversion eines solchen Traumes. Das Alignment plant eine genetisch hierarchisierte Menschheit, in der jedem Menschen von Geburt an sein Platz zugewiesen wird und in der genetisch optimierte Supermenschen die herrschende Elite stellen. Durch Jahrhunderte der Selbstoptimierung betrachten sich seine Eliten dabei selbstverständlich als die einzigen berechtigten Anwärter auf diese Führungsrolle. Wichtig ist dem Alignment dabei, den Normalen durch reine Macht anstatt Überzeugung zu beweisen, dass Leonard Detweiler von Anfang an Recht hatte. In ihrem Denken und Handeln gleichen Angehörige des Alignments einer Weltraumversion der Nationalsozialisten – das Leben „minderwertiger Normaler“ bedeutet ihnen nichts, ethische Bedenken gibt es nicht, ihr Machtanspruch ist absolut. Und wenn Milliarden „Normale“ sterben müssen, um den Traum Detweilers Realität werden zu lassen, dann ist das eben so. Um diesen Traum wahr werden zu lassen, bereitet sich das Alignment seit 600 Jahren vor, hat Agenten und Handlanger in Stellung gebracht, geheime Stützpunkte errichtet, eine Raumflotte gebaut, Sternnationen unterwandert, revolutionäre Technik entwickelt und seine eigenen Eliten auf ihre Bestimmung hin optimiert. Und jetzt, im Jahr 1920 PD der Honorversezeitrechnung, ist der Moment gekommen.

### Raumflotten

#### Royal Manticoran Navy
Die Royal Manticoran Navy (RMN) ist die Raumflotte des Sternenkönigreichs von Manticore und gilt zur Handlungszeit als eine der modernsten Raumstreitkräfte innerhalb des von der Menschheit besiedelten Teils der Milchstraße. Sie ist zuständig für den Schutz des manticoranischen Raumgebiets sowie der großen Handelsflotte. Genau wie das Königreich von Manticore selbst ist auch die Raumflotte der Royal Navy des späten 18. bzw. frühen 19. Jahrhunderts nachgebildet. Sie umfasst mehrere verschiedene Flotten, die verschiedene Aufgaben erfüllen: von der sogenannten Home Fleet, die für den Schutz der Heimatplaneten zuständig ist, bis hin zu verschiedenen Angriffsformationen. Die Flotte hat dabei Tausende von Raumschiffen zur Verfügung, vom kleinen Kurierboot über verschiedene Kreuzertypen bis hin zu gigantischen, 8.500.000 Tonnen schweren Super-Dreadnoughts. Aufgrund des evolutionären Drucks entwickelt die RMN im Lauf der Handlung immer schlagkräftigere Militärtechnik und revolutionäre Systeme, bis sie schließlich sogar der zahlenmäßig weit überlegenen solaren Raumflotte die Stirn bieten kann.

#### Grayson Space Navy
Die Grayson Space Navy (GSN) ist die Raumflotte des Protektorates von Grayson. Zu Beginn der Handlung nur eine unbedeutende, veraltete Systemverteidigungsflotte, mausert sie sich in kürzester Zeit zu einer der schlagkräftigsten, modernsten und innovativsten Raumflotten des Honorverse und wird zum wichtigsten und bedeutendsten Alliierten der RMN.

#### Haven Navy
Die Haven Navy ist lange Zeit der direkte Gegenspieler der RMN. Wesentlich größer und auf Eroberung ausgerichtet, muss die Haven Navy schnell erkennen, dass sie in der RMN einen mindestens ebenbürtigen Gegner gefunden hat. In den Gefechten gegen die RMN zahlt sie einen fürchterlichen Blutzoll, außerdem wird sie im Zuge verschiedener Umstürze in der Volksrepublik Haven immer wieder durch politisch motivierte Säuberungsaktionen geschwächt. Dennoch schafft sie es immer wieder, sich aus der Niederlage zu erheben und zurückzuschlagen. Dadurch wird sie neben der RMN zu einer der modernsten und schlagkräftigsten Raumflotten. Und als die Republik erfährt, was wirklich hinter den Kulissen vor sich geht, marschiert die Haven Navy Seite an Seite mit unerwarteten Verbündeten.

#### Solarian League Navy
Die Solare Navy (SLN) ist die zahlenmäßig größte Raumflotte im Honorverse. Jahrhunderte der unangefochtenen Dominanz haben sie überheblich und arrogant werden lassen. Dadurch betrachtet sie alles, was von „Neobarbaren“ entwickelt wird, als minderwertig – und den Konflikt zwischen Manticore und Haven als unbedeutend, wodurch sie Jahrzehnte der rasanten militärischen Entwicklung einfach verschläft und technisch zurückfällt. Zudem ist sie durch Korruption und politische Günstlingswirtschaft zu einem Werkzeug von Konzernen und Bürokraten geworden. Wie sich im weiteren Verlauf der Erzählung zeigt wird die SLN zum Nutzen äußerer Mächte manipuliert und in einen Konflikt getrieben, in dem sie trotz ihrer zahlenmäßigen Überlegenheit chancenlos erscheint.

### Nichtmenschliche intelligente Spezies
Im Honorverse gibt es, anders als in vielen Science-Fiction-Universen, kaum nichtmenschliche intelligente Spezies. Bislang sind nur wenige Spezies bekannt, von denen die Alphaner zwar technisch höher entwickelt waren und benachbarte Sonnensysteme besiedelt hatten – aber sie sind schon vor längerem ausgestorben, die Menschen fanden nur noch archäologische Überreste vor. Die aquatisch lebenden Amphors wurden von den menschlichen Siedlern auf dem Planeten Barstool nach deren Eintreffen aus Profitgier ausgerottet. Im Einflussbereich von Manticore befinden sich gleich zwei intelligente Spezies: die Medusianer, deren Planet sich im Basilisk System (ein Terminus des Manticoranischen Wurmlochknotens) befindet, stehen auf bronzezeitlichem Niveau. Lediglich die zweite Spezies, die so genannten Baumkatzen des Planeten Sphinx, hat Einfluss auf die geschichtliche Handlung. Die Baumkatzen sind eine eingeborene intelligente Spezies auf Honor Harringtons Heimatplaneten Sphinx. Sie ähneln irdischen Wildkatzen, haben aber sechs Gliedmaßen, von denen das vorderste Paar in „Echthänden“ mit vier Fingern endet. Da sie nicht sprechen können, wird die Intelligenz der Baumkatzen von den meisten Menschen unterschätzt, was den Baumkatzen anfangs ganz recht ist. Sie verständigen sich untereinander teleempathisch und können die Gefühle von Menschen spüren und die menschliche Sprache verstehen. Im Verlauf der Zeit erlernen sie mit Hilfe der Menschen eine Form der Gebärdensprache, um sich mit ihnen zu verständigen, und nehmen wesentlichen Einfluss auf den weiteren Verlauf der Ereignisse.
Manche Baumkatzen (meistens männliche) gehen mit ausgewählten Menschen eine lebenslange Partnerschaft ein, so auch der Baumkater Nimitz (nach Chester W. Nimitz) – Baumkatzeneigenname „Lacht Hell“ – mit Honor Harrington. Die baumkatzeneigenen Namen haben dabei eher einen beschreibenden Charakter und können sich auch im Laufe des Lebens ändern. Die Namensgebung durch den menschlichen Bindungspartner wird von den Baumkatzen daher als sehr wichtig betrachtet, da sie diesen Namen dauerhaft behalten.
Die Baumkatzen sind in Clans organisiert, deren Mittelpunkt die so genannten Sagenkünderinnen sind, die praktisch die Geschichte des Clans und das Wissen der Baumkatzen in Form von Sagenliedern aufbewahren und wiedergeben.

## Bisher erschienene Bücher

### Honor Harrington
| Englischer Titel                                         | Deutscher Titel                                                    | Handlung |
| -------------------------------------------------------- | ------------------------------------------------------------------ | --- |
| On Basilisk Station Baen, 1993, ISBN 0-671-72163-1.      | Auf verlorenem Posten Bastei-Lübbe, 1997, ISBN 3-404-23194-5.      | Commander Honor Harrington, Offizier der Royal Manticoran Navy, wurde ohne eigenes Verschulden strafversetzt. Nun hat sie den Befehl über einen alten Leichten Kreuzer am scheinbar gottverlassensten Ort der Galaxis. Doch da beginnen die bisher friedlichen Bewohner des Planeten zu rebellieren und Honor kommt einer interstellaren Verschwörung auf die Spur. |
| The Honor of the Queen Baen, 1993, ISBN 0-7434-3572-9.   | Die Ehre der Königin Bastei-Lübbe, 1998, ISBN 3-404-23199-6.       | Das Jelzin-System wäre seiner strategischen Lage wegen ein idealer Stützpunkt und das Protektorat von Grayson ein wertvoller Verbündeter für das Sternenkönigreich von Manticore. Honor Harrington begleitet mit ihrem Schiff den Abgesandten der Königin, doch die Gesellschaft der Graysons ist streng patriarchalisch und tief religiös, und so wirkt Honor wie ein Elefant im Porzellanladen. Doch da wird Grayson von seinen Erzfeinden angegriffen und Honor ist die Einzige, die zwischen Grayson und den fanatischen Masadanern steht. |
| The Short Victorious War Baen, 1994, ISBN 0-7434-3573-7. | Ein schneller Sieg Bastei-Lübbe, 1998, ISBN 3-404-23205-4.         | Die Herrscher der riesigen Volksrepublik Haven benötigen einen kurzen, schnellen Krieg, um einen Bürgerkrieg und den drohenden finanziellen Kollaps abzuwenden. Ihr begehrliches Auge fällt auf das kleine, aber unermesslich reiche Sternenkönigreich von Manticore. Als die Volksflotte angreift, steht Honor als Kommandantin des Schlachtkreuzers Nike einem übermächtigen Gegner gegenüber. |
| Field Of Dishonor Baen, 1994, ISBN 0-7434-3574-5.        | Mit Schimpf und Schande Bastei-Lübbe, 1999, ISBN 3-404-23211-9.    | Die Volksrepublik Haven befindet sich im Aufruhr, Putschisten haben die Macht übernommen und ein Terrorregime errichtet. Und Manticore kann Erfolge verzeichnen. Aber Honor muss sich plötzlich einem neuen, völlig ungewohnten Schlachtfeld zuwenden, denn ein alter Feind beginnt einen Rachefeldzug gegen sie. Einen Feldzug, in dem er Honors Liebe gegen sie wendet. |
| Flag In Exile Baen, 1995, ISBN 0-7434-3575-3.            | Im Exil Bastei-Lübbe, 1999, ISBN 3-404-23217-8.                    | Honor hat sich nach Grayson begeben, ihr Geliebter ist tot, ihr Erzfeind ebenfalls und sie selbst zweifelt an sich. Aber schon drohen neue Gefahren, denn reaktionäre Kräfte wenden sich gegen die Veränderungen auf Grayson, für die Honor ein Symbol ist. Und gleichzeitig wendet sich die Volksflotte gegen den schwächsten Punkt der Front – die Grayson Space Navy und das Jelzin System. |
| Honor Among Enemies Baen, 1996, ISBN 0-671-87783-6.      | Ehre unter Feinden Bastei-Lübbe, 2000, ISBN 3-404-23223-2.         | Honor kehrt in die Royal Manticoran Navy zurück. Doch sie erhält ein Kommando weit entfernt von den Schlachtfeldern des Krieges. Sie soll Piraten in der chaotischen Konföderation von Silesia jagen. Und ihre manticoranischen Feinde lauern nur auf Fehler. |
| In Enemy Hands Baen, 1997, ISBN 0-671-57770-0.           | In Feindes Hand Bastei-Lübbe, 2000, ISBN 3-404-23229-1.            | Honor fällt nach einem verlorenen Raumgefecht in die Hand der Volksrepublik Haven. Gegen den Widerstand der Volksflotte plant Cordelia Ransom, die havenitische Propagandaministerin, Honors medienwirksame Hinrichtung wegen angeblicher Verbrechen. Über dem Gefängnisplaneten Hades kommt es zum Showdown, als Honors Leute einen Fluchtversuch unternehmen. |
| Echoes of Honor Baen, 1998, ISBN 0-671-57833-2.          | Der Stolz der Flotte Bastei-Lübbe, 2001, ISBN 3-404-23241-0.       | Honor ist tot – das glauben zumindest ihre Freunde in der Heimat und sinnen auf Vergeltung. Die Bevölkerung Graysons rast vor Zorn und die Lage an der Front spitzt sich zu, als Haven in die Offensive geht. Doch Honor ist nicht tot – sie sitzt auf dem Gefängnisplaneten Hades fest und plant ihre Flucht. |
| Ashes of Victory Baen, 2000, ISBN 0-671-31977-9.         | Wie Phoenix aus der Asche Bastei-Lübbe, 2002, ISBN 3-404-23253-4.  | Honor ist zurück in der Heimat. Doch der Krieg mit Haven wird immer heftiger. Und alles hofft auf die große Kriegsheldin. Die Royal Manticoran Navy geht in die Großoffensive – mit neuen, revolutionären Waffensystemen. Während die Volksflotte gegen die Wand gedrückt wird, kommt es auf Haven erneut zum Putsch gegen das Regime. |
| War of Honor Baen, 2002, ISBN 0-7434-7167-9.             | Ein neuer Krieg Bastei-Lübbe, 2004, ISBN 3-404-23276-3.            | Manticore hat scheinbar den Krieg gegen Haven gewonnen, die Volksrepublik ist untergegangen, die alte Republik ist wiedererstanden. Doch auch auf Manticore hat sich einiges geändert, eine neue, isolationistische Regierung ist an der Macht und die Friedensverhandlungen schleppen sich dahin, auf beiden Seiten manipulieren Beteiligte die Verhandlungen. Honor muss währenddessen auf zwei ungewohnten Feldern kämpfen, politisch gegen die eigene Regierung und persönlich gegen ihre eigenen Gefühle für einen der angesehensten Raumoffiziere der RMN. |
| War of Honor Baen, 2002, ISBN 0-7434-7167-9.             | Honors Krieg Bastei-Lübbe, 2004, ISBN 3-404-23277-1.               | Außenpolitisch spitzt sich die Lage an allen Fronten zu und Manticore schlittert in einen neuen Krieg gegen Haven, den eigentlich niemand wirklich will. |
| At All Costs Baen, 2005, ISBN 1-4165-0911-9.             | Um jeden Preis Bastei-Lübbe, 2007, ISBN 978-3-404-23305-2.         | Der wieder aufgeflammte Krieg zwischen Haven und Manticore geht mit wechselndem Erfolg weiter – und ein Gegner beider Parteien will, dass das auch so bleibt und sich beide Sternenreiche gegenseitig ausbluten. Während Honor sich auf ihren Einsatz gegen die Republik vorbereitet, erhält sie eine unerwartete Neuigkeit: Sie ist schwanger. Während sich Haven und Manticore gegenseitig Verluste zufügen, erhält die havenitische Präsidentin immer mehr Hinweise, dass eine unbekannte Macht hinter den Kulissen intrigiert. Doch ihre Versuche, den Krieg zu beenden, werden grausam sabotiert. |
| At All Costs Baen, 2005, ISBN 1-4165-0911-9.             | Auf Biegen und Brechen Bastei-Lübbe, 2007, ISBN 3-404-23309-3.     | Honors Baby wird geboren. Im Talbott-Cluster kommt es zu schweren Zwischenfällen zwischen der Royal Manticoran Navy und der Solarian League Navy und die Beziehungen verschlechtern sich. Manticore gewinnt mit neuen Waffen die Initiative zurück – damit bleiben Haven nur noch zwei Optionen: Kapitulation oder Alles-oder-nichts. Die Neue Republikanische Navy von Haven startet die größte Offensive des Krieges. Als die RHN und die RMN aufeinanderprallen, kommt es zur größten Raumschlacht in der Geschichte der Menschheit. Hunderttausende sterben in Sekunden und der Ausgang des Krieges steht auf des Messers Schneide. |
| Mission Of Honor Baen, 2010, ISBN 978-1-4391-3361-3.     | Honors Mission Bastei-Lübbe, 2012, ISBN 978-3-404-20652-0.         | Die Flotten Manticores und Havens sind ausgebrannt, die Republik steht vor der totalen Niederlage. Doch angesichts der wachsenden Bedrohung durch die Solare Liga wird Honor Harrington nach Haven entsandt, um einen letzten diplomatischen Versuch zur Beendigung des Krieges zu unternehmen. Während die Verhandlungen laufen, verschlechtert sich die Lage in Talbott weiter und das Sternenkönigreich und die Liga befinden sich auf Kollisionskurs. Und unbemerkt von allen beginnt ein verborgener Gegner mit einer Operation, die das Sternenkönigreich ins Mark treffen soll. |
| Mission Of Honor Baen, 2010, ISBN 978-1-4391-3361-3.     | Der letzte Befehl Bastei-Lübbe, 2012, ISBN 978-3-404-20653-7.      | Das Sternenkönigreich, eben noch siegesgewiss, wird ohne Vorwarnung angegriffen, die Schäden sind verheerend, Millionen Menschen fallen dem unbekannten Angreifer zum Opfer. Die Solare Navy sieht die Chance für einen Angriff auf Manticore für gekommen und zieht hunderte Schiffe zusammen. Während die Royal Manticoran Navy ihre verbliebenen Kräfte sammelt, erhält die havenitische Präsidentin Pritchart endgültig den Beweis, dass eine mesanische Geheimorganisation der Drahtzieher im Krieg zwischen Manticore und Haven ist und die Vernichtung der Liga, Manticores, Havens und Beowulfs plant. Kurzerhand reist sie nach Manticore und tritt Königin Elisabeth III. Angesicht zu Angesicht gegenüber um den Krieg zu beenden. Das Ergebnis ist allerdings nicht nur Frieden, Pritchart hat noch mehr im Sinn: ein militärisches Bündnis der ehemaligen Gegner, denn der Großangriff der SLN steht unmittelbar bevor. |
| A Rising Thunder Baen, 2012, ISBN 978-1-4516-3806-6.     | Im Donner der Schlacht Bastei-Lübbe, 2013, ISBN 978-3-404-20718-3. | Die Solare Navy setzt ihre finalen Schritte zum Angriff auf Manticore in die Tat um und plant einen Zangenangriff. Die manticoranische Regierung bemüht sich weiterhin um eine diplomatische Lösung, aber die politischen Machthaber der Liga blockieren jede Einigung. Beowulf – eine der bedeutendsten Welten der Liga – sperrt sich gegen den selbstmörderischen Plan der SLN und gerät in Konflikt mit der föderalen Ebene. Währenddessen trifft die RMN weiter Verteidigungsvorbereitungen und schließt gleichzeitig alle Wurmlochverbindungen unter ihrer Kontrolle für solarischen Schiffsverkehr. Schließlich trifft die solarische Elfte Flotte im Manticore-System ein… und läuft direkt in die Falle. |
| A Rising Thunder Baen, 2012, ISBN 978-1-4516-3806-6.     | Das Mesa-Komplott Bastei-Lübbe, 2013, ISBN 978-3-404-20727-5.      | Die Schlacht gegen die solarische Elfte Flotte ist geschlagen, die kombinierten Kräfte Manticores, Havens und Graysons haben der SLN die schwerste Niederlage ihrer Geschichte bereitet. Die Regierung Beowulfs schäumt vor Zorn über die Verletzung ihrer Souveränität durch die SLN und wird zugleich von den Ligabürokraten des Verrats bezichtigt, weil sich die Schiffe der Beowulf System Defense Force mit manticoranischer Hilfe einer SLN-Einsatzgruppe in den Weg stellten. Während die Liga noch versucht, das Geschehene zu begreifen, und die Ligabürokraten Beowulf den Schwarzen Peter zuschieben wollen, beginnt das mesanische Alignment mit den entscheidenden Schritten seines Plans. |
| Uncompromising Honor Baen, 2018, ISBN 978-1-4814-8350-6. | Honors Rache Bastei-Lübbe, 2021, ISBN 978-3-404-20970-5.           | Genug ist genug! Während ihrer Zeit in der Royal Manticoran Navy hat sich Honor Harrington stets gegen Kriegstreiberei und für eine Politik mit Bedacht ausgesprochen. Doch nun hat die Solare Liga, der Erzfeind des Sternenkönigreichs von Manticore, Gräueltaten unbeschreiblichen Ausmaßes begangen. Zu viele Menschen sind getötet worden. Honors Rachedurst ist geweckt. Ein letztes Mal zieht sie in den Krieg, um die Solare Liga zur Rechenschaft zu ziehen, und die Hölle folgt ihr auf dem Fuße … |
| Uncompromising Honor Baen, 2018, ISBN 978-1-4814-8350-6. | Die Stunde der Ehre Bastei-Lübbe, 2021, ISBN 978-3-404-20974-3.    | Der Kampf um die Vorherrschaft im All ist voll entbrannt! Das kleine Sternenkönigreich von Manticore hat sich nicht nur erfolgreich gegen die Solare Liga, seinen Erzfeind, gewehrt, sondern gewinnt im Verbund mit der Großen Allianz immer mehr an Oberhand. Um andere Systeme davon abzuschrecken, sich der Allianz anzuschließen, startet die Solare Liga das Unternehmen Freibeuter: Die Zerstörung von unabhängigen Randwelten unter Inkaufnahme hoher ziviler Opfer. Honor Harrington kann dies nicht hinnehmen und zieht in ihren erbittertsten Kampf! |

### Crown of Slaves
| Englischer Titel                                                 | Deutscher Titel                                                   | Handlung |
| ---------------------------------------------------------------- | ----------------------------------------------------------------- | --- |
| Crown of Slaves (mit Eric Flint) Baen, 2003, ISBN 0-7434-9899-2. | Der Sklavenplanet Bastei-Lübbe, 2006, ISBN 3-404-23292-5.         | Erewhon droht, die manticoranische Allianz zu verlassen – und im dicht an Erewhon gelegenen Congo-System soll ein Planet voller unterdrückter Sklaven seine Freiheit bekommen. |
| Torch of Freedom Baen, 2009, ISBN 978-1-4391-3305-7.             | Jeremy X Bastei-Lübbe, 2011, ISBN 978-3-404-20015-3.              | Die Fortsetzung von Crown of Slaves. Die Handlung des Buches läuft parallel zu den in At All Costs bzw. Storm from the Shadows beschriebenen Ereignissen. Schwerpunkt ist der Kampf gegen Mesa und Manpower und die Ereignisse, die sich während einer Geheimmission auf Mesa selbst zutragen. |
| Torch of Freedom Baen, 2009, ISBN 978-1-4391-3305-7.             | Fackel der Freiheit Bastei-Lübbe, 2011, ISBN 978-3-404-20014-6.   | Die Fortsetzung von Crown of Slaves. Die Handlung des Buches läuft parallel zu den in At All Costs bzw. Storm from the Shadows beschriebenen Ereignissen. Schwerpunkt ist der Kampf gegen Mesa und Manpower und die Ereignisse, die sich während einer Geheimmission auf Mesa selbst zutragen. |
| Cauldron of Ghosts Baen, 2014, ISBN 978-1-4767-3633-4.           | Rückkehr nach Mesa Bastei-Lübbe, 2015, ISBN 978-3-404-20821-0.    | Die Fortsetzung von Torch of Freedom. Victor Cachat und Anton Zilwicki kehren nach Mesa zurück, um weitere Informationen über das geheimnisvolle Mesanische Alignment zu gewinnen… und geraten mitten in einen vom Alignment bewusst provozierten Strudel der Gewalt: Das Alignment zieht sich von Mesa zurück… und um diesen Rückzug zu verschleiern geht es, ohne zu zögern, über Leichen; Hunderttausende Leichen. Die Handlung läuft parallel zu Shadow of Freedom und den letzten Kapiteln von A Rising Thunder.                                                                          |
| Cauldron of Ghosts Baen, 2014, ISBN 978-1-4767-3633-4.           | Die Rebellen von Mesa Bastei-Lübbe, 2016, ISBN 978-3-404-20820-3. | Die Fortsetzung von Torch of Freedom. Victor Cachat und Anton Zilwicki kehren nach Mesa zurück, um weitere Informationen über das geheimnisvolle Mesanische Alignment zu gewinnen… und geraten mitten in einen vom Alignment bewusst provozierten Strudel der Gewalt: Das Alignment zieht sich von Mesa zurück… und um diesen Rückzug zu verschleiern geht es, ohne zu zögern, über Leichen; Hunderttausende Leichen. Die Handlung läuft parallel zu Shadow of Freedom und den letzten Kapiteln von A Rising Thunder.                                                                          |
| To End in Fire Baen, 2021, ISBN 978-1-9821-2564-6.               | ?                                                                 | Die Fortsetzung von Die Rebellen von Mesa. Die staatlichen Strukturen in Mesa und der solaren Liga werden neu aufgebaut. Die Geheimdienstler der ehemaligen Feinde ermitteln gemeinsam, und gehen gegen die Überreste des Gensklavenhandels vor. Außerdem wird der Rückzugsort des Alignments ermittelt, und Honor persönlich wird aus dem Ruhestand reaktiviert, um das Alignment endgültig zu besiegen. Die Handlung spielt nach Uncompromising Honor (Die Stunde der Ehre) und Shadow of Victory (Schmiede des Zorns) und führt damit die drei parallelen Handlungsstränge wieder zusammen. |
| To End in Fire Baen, 2021, ISBN 978-1-9821-2564-6.               | ?                                                                 | Die Fortsetzung von Die Rebellen von Mesa. Die staatlichen Strukturen in Mesa und der solaren Liga werden neu aufgebaut. Die Geheimdienstler der ehemaligen Feinde ermitteln gemeinsam, und gehen gegen die Überreste des Gensklavenhandels vor. Außerdem wird der Rückzugsort des Alignments ermittelt, und Honor persönlich wird aus dem Ruhestand reaktiviert, um das Alignment endgültig zu besiegen. Die Handlung spielt nach Uncompromising Honor (Die Stunde der Ehre) und Shadow of Victory (Schmiede des Zorns) und führt damit die drei parallelen Handlungsstränge wieder zusammen. |

### Shadows of Saganami
| Englischer Titel                                           | Deutscher Titel                                                   | Handlung |
| ---------------------------------------------------------- | ----------------------------------------------------------------- | --- |
| The Shadow of Saganami Baen, 2004, ISBN 1-4165-0929-1.     | Der Schatten von Saganami Bastei-Lübbe, 2007, ISBN 3-404-23318-2. | Der Talbott-Cluster möchte dem Sternenkönigreich Manticore beitreten. Das gefällt nicht jedem. |
| The Shadow of Saganami Baen, 2004, ISBN 1-4165-0929-1.     | An Bord der Hexapuma Bastei-Lübbe, 2008, ISBN 978-3-404-23319-9.  | Eine gefährliche Intrige droht die Annexion des Clusters durch Manticore zum Scheitern zu bringen – und eine kleine Flottille manticoranischer Schiffe, angeführt von der Hexapuma, muss einen Kampf auf Leben und Tod bestreiten. |
| Storm from the Shadows Baen, 2009, ISBN 978-1-4165-9147-4. | Die Achte Flotte Bastei-Lübbe, 2010, ISBN 978-3-404-23343-4.      | Michelle Henke, Honors beste Freundin, wird in den Talbott-Quadranten (so wurde der Talbott-Cluster nach der Annexion in das neue Sternenimperium von Manticore umbenannt) versetzt, um als Oberbefehlshaberin der 10. Flotte die neuen Systeme des Imperiums und seine Bürger zu schützen. Schon bald spitzen sich die Ereignisse zu: Das Mesanische Alignment, die wahre Macht hinter Mesa, beginnt die finale Phase seiner jahrhundertealten Pläne und durch dessen Manipulation und interne Korruption aufgestachelt, mischt sich die Solare Navy in die Ereignisse ein. |
| Storm from the Shadows Baen, 2009, ISBN 978-1-4165-9147-4. | Sturm der Schatten Bastei-Lübbe, 2010, ISBN 978-3-404-23346-5.    | Das Mesanische Alignment forciert seine Bemühungen, Manticore und die Liga in einen offenen Konflikt zu treiben und das Sternenimperium zu vernichten. Dazu sabotieren sie erfolgreich erneute Friedensverhandlungen zwischen Haven und Manticore und bringen die Solare Liga endgültig auf Konfrontationskurs mit Manticore. Doch die wahren Pläne des Alignments betreffen nicht nur den Sternhaufen. |
| Shadow of Freedom Baen, 2013, ISBN 978-1-4516-3869-1.      | Superdreadnought Bastei-Lübbe, 2014, ISBN 978-3-404-20767-1.      | Während die Spannungen zwischen der Liga und Manticore im offenen Kriegszustand münden, verteidigt Admiral Michelle Henke mit der Zehnten Flotte den Talbott-Quadranten des Sternenimperiums von Manticore. Völlig unerwartet trifft ein Emissär ein, der behauptet, mit manticoranischen Agenten in Kontakt zu stehen. Er informiert Admiral Henke über einen Aufstand im solarischen Meyers-Sektor und bittet um die versprochene Unterstützung. Sehr schnell ist klar, dass mesanische Agenten hinter dem Ganzen stecken. Und nun hat Admiral Henke ein Problem: Entweder sie greift ein und gießt damit Öl ins Feuer, oder sie verweigert die Hilfe und zerstört damit Manticores Reputation. |
| Shadow of Freedom Baen, 2013, ISBN 978-1-4516-3869-1.      | Schatten der Freiheit Bastei-Lübbe, 2014, ISBN 978-3-404-20769-5. | Die Zehnte Flotte geht in die Offensive, um die „Polizeiaktionen“ der SLN und der Solarischen Gendarmerie gegen „Kriminelle“ zu stoppen, bei denen Tausende Menschen ums Leben gekommen sind. Als das ganze Ausmaß der solarischen Verbrechen zutage tritt, rückt die Zehnte gegen die Sektorenhauptwelt Meyers vor, denn Admiral Henke ist entschlossen, die Verantwortlichen zur Rechenschaft zu ziehen und gleichzeitig die Bedrohung des Sternhaufens durch die Solarier zu beenden. |
| Shadow of Victory Baen, 2016, ISBN 978-1-4767-8182-2.      | Operation Janus Bastei-Lübbe, 2018, ISBN 978-3-404-20905-7.       | Das Mesanische Alignment arbeitet seit Jahrhunderten daran, die Galaxie neu zu ordnen und die menschliche Rasse genetisch zu optimieren – nach seinen Vorstellungen – bis das Sternenkönigreich von Manticore ihm in die Quere kam und die geheimen Pläne aufdeckte. Doch so leicht gibt sich das Alignment nicht geschlagen. Es startet die verdeckte Operation Janus. Das Ziel: Das Sternenkönigreich von Manticore in Verruf zu bringen und einen Krieg mit dessen Nachbarn zu provozieren. |
| Shadow of Victory Baen, 2016, ISBN 978-1-4767-8182-2.      | Schmiede des Zorns Bastei-Lübbe, 2018, ISBN 978-3-7325-5616-8.    | Die Operation Janus ist in vollem Gange: Die verdeckte Kampagne soll zahlreiche Planeten der Solaren Liga zum Aufstand gegen das repressive System bewegen. Vermeintlich mit der Unterstützung des benachbarten Sternenkönigreiches von Manticore. Doch hinter der Aktion steckt niemand anderes als das feindliche Mesanische Alignment. Ihr Ziel: Einen Krieg ungekannten Ausmaßes zwischen Manticore und der Solaren Liga zu entfachen ... |

### Worlds of Honor / Anthologien
| Englischer Titel                                        | Deutscher Titel                                                     | Kurzgeschichte | Handlung |
| ------------------------------------------------------- | ------------------------------------------------------------------- | --- | --- |
| More than Honor Baen, 1997, ISBN 0-671-87857-3.         | Die Siedler von Sphinx Bastei-Lübbe, 2001, ISBN 3-404-23235-6.      | David Weber A Beautiful Friendship (Eine wunderbare Freundschaft)                                                              | Geheimnisvolle Selleriediebstähle auf dem Planeten Sphinx fordern den Erfindungsgeist der 13-jährigen Stephanie Harrington heraus. Sie stellt den Dieben eine Falle, begegnet dadurch einem ungewöhnlichen Wesen – und stolpert in ein lebensgefährliches Abenteuer.             |
| More than Honor Baen, 1997, ISBN 0-671-87857-3.         | Die Siedler von Sphinx Bastei-Lübbe, 2001, ISBN 3-404-23235-6.      | David Drake A Grand Tour (Eine Bildungsreise)                                                                                  | Der manticoranische Adlige Hakon Nessler besucht den abgelegenen Planeten Hope, um antike Monumente zu untersuchen. Doch Nachrichten über das Auftauchen eines havenitischen Kreuzers zwingen ihn, seine Pläne zu ändern.                                                        |
| More than Honor Baen, 1997, ISBN 0-671-87857-3.         | Die Siedler von Sphinx Bastei-Lübbe, 2001, ISBN 3-404-23235-6.      | S. M. Stirling A Whiff of Grapeshot (Eine Feuertaufe)                                                                          | Auf Haven beginnen die Leveller einen Umsturzversuch, um Rob S. Pierre und das Komitee für öffentliche Sicherheit zu stürzen. Admiral Esther Mc Queen hält zwar wenig vom Komitee, aber noch weniger von den Aufständischen.                                                     |
| More than Honor Baen, 1997, ISBN 0-671-87857-3.         | Die Siedler von Sphinx Bastei-Lübbe, 2001, ISBN 3-404-23235-6.      | David Weber The Universe of Honor Harrington (Das Universum Honor Harringtons)                                                 | Dieser Beitrag erläutert das Umfeld, in dem die Geschichten über Honor Harrington spielen: Die Physik der Hyperraummreisen und der Wurmlöcher, die Geschichte des Sternenkönigreichs von Manticore und die aktuelle Lage der interstellaren Politik.                             |
| Worlds of Honor Baen, 1998, ISBN 0-671-57855-3.         | Die Baumkatzen von Sphinx Bastei-Lübbe, 2001, ISBN 3-404-23247-X.   | Linda Evans The Stray (Der Streuner)                                                                                           | Eine halb verhungerte Baumkatze führt einen Arzt zu einem abgestürzten Gleiter. Bei der Untersuchung stellt sich heraus, dass bei dem Absturz nachgeholfen wurde. |
| Worlds of Honor Baen, 1998, ISBN 0-671-57855-3.         | Die Baumkatzen von Sphinx Bastei-Lübbe, 2001, ISBN 3-404-23247-X.   | David Weber What Price Dreams? (Jeder Traum hat seinen Preis)                                                                  | Kronprinzessin Adrienne Winton soll einem Attentat zum Opfer fallen. Da geschieht etwas, was die Attentäter nicht auf der Rechnung hatten. |
| Worlds of Honor Baen, 1998, ISBN 0-671-57855-3.         | Die Baumkatzen von Sphinx Bastei-Lübbe, 2001, ISBN 3-404-23247-X.   | Jane Lindskold Queen’s Gambit (Das Gambit der Königin)                                                                         | König Roger stirbt bei einem Gravski-Unfall. Aber war es wirklich einer? Oder steckt etwas anderes dahinter? Der Verlobte der Tochter des toten Königs beginnt zu ermitteln. |
| Worlds of Honor Baen, 1998, ISBN 0-671-57855-3.         | Die Baumkatzen von Sphinx Bastei-Lübbe, 2001, ISBN 3-404-23247-X.   | David Weber The Hard Way Home (Der schwerste Weg nach Hause)                                                                   | Eine Schulklasse besucht ein Skigebiet auf Gryphon, als sich eine Lawine löst. Lieutenant Commander Honor Harrington organisiert gegen gewisse Widerstände die ersten Rettungsmaßnahmen – und ein junges Mädchen wächst über sich hinaus.                                        |
| Worlds of Honor Baen, 1998, ISBN 0-671-57855-3.         | Die Baumkatzen von Sphinx Bastei-Lübbe, 2001, ISBN 3-404-23247-X.   | Roland J. Green Deck Load Strike (Ein Stellvertreterkrieg)                                                                     | Auf dem rückständigen Planeten Silvestria versuchen sowohl Haven als auch Manticore Einfluss durch Waffenlieferungen und Militärberater zu nehmen. |
| Changer of Worlds Baen, 2001, ISBN 0-7434-3520-6.       | Die Raumkadettin von Sphinx Bastei-Lübbe, 2003, ISBN 3-404-23264-X. | David Weber Ms. Midshipwoman Harrington (Die Raumkadettin von Sphinx)                                                          | Die Raumkadettenfahrt von Honor Harrington führt diese an Bord der „Warmaiden“ nach Silesia. |
| Changer of Worlds Baen, 2001, ISBN 0-7434-3520-6.       | Die Raumkadettin von Sphinx Bastei-Lübbe, 2003, ISBN 3-404-23264-X. | David Weber Changer of Worlds (Weltenwandler)                                                                                  | Die Baumkatzen treffen eine folgenreiche Entscheidung. |
| Changer of Worlds Baen, 2001, ISBN 0-7434-3520-6.       | Die Raumkadettin von Sphinx Bastei-Lübbe, 2003, ISBN 3-404-23264-X. | Eric Flint From the Highlands (Aus den Highlands)                                                                              | Anton Zilwickis Tochter Helen wird auf der Erde entführt. Auf eigene Faust beginnt er, die Entführer zu jagen. |
| Changer of Worlds Baen, 2001, ISBN 0-7434-3520-6.       | Die Raumkadettin von Sphinx Bastei-Lübbe, 2003, ISBN 3-404-23264-X. | David Weber Nightfall (Einbruch der Nacht)                                                                                     | Die havenitische Admiralin McQueen versucht, das Komitee für öffentliche Sicherheit der Volksrepublik Haven zu stürzen. |
| Service of the Sword Baen, 2003, ISBN 0-7434-8836-9.    | Die Spione von Sphinx Bastei-Lübbe, 2005, ISBN 3-404-23287-9.       | Jane Lindskold Promised Land (Ins gelobte Land)                                                                                | Der Bruder der manticoranischen Königin besucht auf seiner Akademieabschlussfahrt den Planeten Masada – und eine Gruppe Frauen unternimmt einen verzweifelten Fluchtversuch, um Masada zu entkommen.                                                                             |
| Service of the Sword Baen, 2003, ISBN 0-7434-8836-9.    | Die Spione von Sphinx Bastei-Lübbe, 2005, ISBN 3-404-23287-9.       | Timothy Zahn With One Stone (Mit einer Klappe)                                                                                 | Haven scheint eine Möglichkeit gefunden zu haben, die Impellerkeile von Kampfschiffen auszuschalten. Lieutenant Rafael Cardones wird von der HMS Fearless an Bord eines Schiffes des manticoranischen Militärgeheimdienstes ONI versetzt und soll der Sache auf den Grund gehen. |
| Service of the Sword Baen, 2003, ISBN 0-7434-8836-9.    | Die Spione von Sphinx Bastei-Lübbe, 2005, ISBN 3-404-23287-9.       | John Ringo & Victor Mitchell A Ship Named Francis (Ein Schiff namens Francis)                                                  | Eine ziemlich abgefahrene Geschichte über ein ganz spezielles Schiff der Grayson Space Navy. |
| Service of the Sword Baen, 2003, ISBN 0-7434-8836-9.    | Die Spione von Sphinx Bastei-Lübbe, 2005, ISBN 3-404-23287-9.       | John Ringo Let’s Go to Prague (Auf nach Praha)                                                                                 | Zwei manticoranische Marines, die für das ONI arbeiten, machen Urlaub – auf Praha, einer Welt, die von der havenitischen Systemsicherheit beherrscht wird. |
| Service of the Sword Baen, 2003, ISBN 0-7434-8836-9.    | Die Spione von Sphinx Bastei-Lübbe, 2005, ISBN 3-404-23287-9.       | Eric Flint Fanatic (Der Fanatiker)                                                                                             | Der junge Sys-Agent Victor Cachat wird von Haven geschickt, um den Mord am höchstrangigen Volkskommissar im LaMartine-Sektor aufzuklären. Mit fanatischem Eifer macht er sich ans Werk.                                                                                          |
| Service of the Sword Baen, 2003, ISBN 0-7434-8836-9.    | Die Spione von Sphinx Bastei-Lübbe, 2005, ISBN 3-404-23287-9.       | David Weber The Service of the Sword (Im Dienst des Schwertes)                                                                 | Die Abschlussfahrt von Abigail Hearns, der ersten graysonitischen Raumkadettin, führt diese an Bord des Schweren Kreuzers Gauntlet nach Refuge. |
| In Fire Forged Baen, 2011, ISBN 978-1-4391-3414-6.      | Die Feuertaufe Bastei-Lübbe, 2012 ISBN 978-3-404-20662-9.           | Jane Lindskold Ruthless (Ruth)                                                                                                 | Seit ihrer Flucht von Masada vor zwei Jahren lebt Judith auf Manticore. Plötzlich wird ihre Tochter Ruth entführt, um Michael Winton, dem Bruder der Königin, zu schaden. |
| In Fire Forged Baen, 2011, ISBN 978-1-4391-3414-6.      | Die Feuertaufe Bastei-Lübbe, 2012 ISBN 978-3-404-20662-9.           | Timothy Zahn An Act of War (Ein kriegerischer Akt)                                                                             | Fortsetzung der Kurzgeschichte Mit einer Klappe aus Die Spione von Sphinx. |
| In Fire Forged Baen, 2011, ISBN 978-1-4391-3414-6.      | Die Feuertaufe Bastei-Lübbe, 2012 ISBN 978-3-404-20662-9.           | David Weber „Let’s Dance!“ („Auf zum Tanz!“)                                                                                   | Honor Harrington hat ihr erstes Kommando in Silesia. Da erfährt sie, dass Sklaven auf einer Raumstation festgehalten werden. Trotz eindeutig anderslautender Befehle beschließt sie mit Unterstützung der als Terrororganisation geltenden Ballrooms die Sklaven zu befreien.    |
| In Fire Forged Baen, 2011, ISBN 978-1-4391-3414-6.      | Die Feuertaufe Bastei-Lübbe, 2012 ISBN 978-3-404-20662-9.           | David Weber An Introduction to Modern Starship Armor Design (Einführung in die Entwicklung moderner Sternenschiff-Panzerungen) | Eine Darlegung der zeitlichen Entwicklung von Offensivwaffen und der damit einhergehenden Entwicklung von Abwehrmaßnahmen. |
| Beginnings Baen, 2013, ISBN 978-1-4516-3903-2.          | Aller Ehre Anfang Bastei-Lübbe, 2018, ISBN 978-3-404-20904-0.       | Charles E. Gannon By the book (Immer schön nach Handbuch)                                                                      | Ein Abenteuer im Sol-System; vor dem ‚letzten Krieg‘ |
| Beginnings Baen, 2013, ISBN 978-1-4516-3903-2.          | Aller Ehre Anfang Bastei-Lübbe, 2018, ISBN 978-3-404-20904-0.       | Timothy Zahn A call to Arms (Im Namen der Ehre)                                                                                | Ein Versuch, Manticore zu erobern, bevor dieses den Wurmlochknoten entdeckt; Prolog zu einer Reihe eigener Bücher im Honorverse, die von Timothy Zahn geschrieben werden. |
| Beginnings Baen, 2013, ISBN 978-1-4516-3903-2.          | Aller Ehre Anfang Bastei-Lübbe, 2018, ISBN 978-3-404-20904-0.       | David Weber Beauty and the Beast (Die Schöne und das Tier)                                                                     | Honors Eltern lernen sich kennen. |
| Beginnings Baen, 2013, ISBN 978-1-4516-3903-2.          | Aller Ehre Anfang Bastei-Lübbe, 2018, ISBN 978-3-404-20904-0.       | David Weber Best laid plans (Der beste Plan)                                                                                   | Honor wird von Nimitz (lacht hell) adoptiert. |
| Beginnings Baen, 2013, ISBN 978-1-4516-3903-2.          | Aller Ehre Anfang Bastei-Lübbe, 2018, ISBN 978-3-404-20904-0.       | Joelle Presby Obligated Service (Zu dienen verpflichtet)                                                                       | Graysons Flotte und die Frauen ... |
| What Price Victory? Baen, 2023, ISBN 978-1-982192-41-9. | (nicht übersetzt)                                                   | Thomas Pope und Timothy Zahn Traitor                                                                                           | |
| What Price Victory? Baen, 2023, ISBN 978-1-982192-41-9. | (nicht übersetzt)                                                   | Jane Lindskold Deception on Gryphon                                                                                            | |
| What Price Victory? Baen, 2023, ISBN 978-1-982192-41-9. | (nicht übersetzt)                                                   | Jan Kotouč The Silesian Command                                                                                                | |
| What Price Victory? Baen, 2023, ISBN 978-1-982192-41-9. | (nicht übersetzt)                                                   | Joelle Presby If Wishes Were Space Cutters                                                                                     | |
| What Price Victory? Baen, 2023, ISBN 978-1-982192-41-9. | (nicht übersetzt)                                                   | David Weber First Victory | |

### Young adult series (Star Kingdom)
| Englischer Titel                                                      | Deutscher Titel                                            | Handlung |
| --------------------------------------------------------------------- | ---------------------------------------------------------- | --- |
| A Beautiful Friendship Baen, 2011, ISBN 978-1-4516-3747-2.            | Begegnung auf Sphinx Bastei, 2015, ISBN 978-3-404-20779-4. | Der erste Teil Unexpected Meetings entspricht größtenteils der gleichnamigen Kurzgeschichte aus der Worlds of Honor-Anthologie More than Honor. Der zweite Teil With Friends Like These… führt die ursprüngliche Kurzgeschichte über Stephanie Harrington und die Baumkatzen fort. |
| Fire Season (mit Jane Lindskold) Baen, 2012, ISBN 978-1-4516-3840-0.  | Flammenzeit Bastei, 2015, ISBN 978-3-404-20802-9.          | Beginn einer durchgehenden Handlung um die junge Stephanie Harrington: Sie muss sich als „Försterin auf Probe“ bewähren, einer Position, welche extra für sie geschaffen wurde. Die aktuelle Waldbrandsaison fällt besonders verheerend aus, und nur durch die Hilfe ihres telepathischen Baumkaters und ihres Freundes Karl kann sie zwei vom Feuer eingeschlossenen Baumkatzen das Leben retten. Andere versuchen, die Brände zu ihrem Vorteil zu nutzen, und zu allem Überfluss kommen fremde Xenoanthropologen und -Biologen nach Sphinx, um Beweise für die Intelligenz der Baumkatzen zu finden – ein Geheimnis, welches Stephanie unbedingt schützen will. Die Forscher bringen sich in Gefahr, und Stephanie verliebt sich… |
| Treecat Wars (mit Jane Lindskold) Baen, 2013, ISBN 978-1-4516-3933-9. | Krieg der Baumkatzen Bastei, 2016, ISBN 978-3-404-20808-1. | Fortsetzung von Fire Season: Das lange Sphinxjahr geht in den Herbst über; die verheerenden Waldbrände sind zwar gelöscht, haben aber große Schäden hinterlassen, die zusammen mit der zunehmenden Zersiedelung der Landschaft den Baumkatzenclans das Leben schwer machen – sie haben teilweise viele Mitglieder verloren und müssen außerdem um die knappen Ressourcen konkurrieren, und da bahnt sich sogar ein Krieg an. In der Zwischenzeit bekommen Stephanie und Karl die Möglichkeit, auf Manticore ihre Försterausbildung voranzutreiben. Schweren Herzens nimmt Stephanie dafür die Trennung von ihrem Freund Anders in Kauf. Doch die Feinde der Baumkatzen schlafen nicht und versuchen sich Stephanies Abwesenheit zunutze zu machen. Die daheimgebliebenen Freunde müssen gleichzeitig das Geheimnis der intelligenten Baumkatzen hüten, einen Krieg zwischen den Clans verhindern und den Versuch, die Baumkatzen in Reservate abzuschieben, um an das wertvolle Land zu kommen, abwehren. |
| A New Clan (mit Jane Lindskold) Baen, 2022, ISBN 978-1-9821-9189-4.   |                                                            | Fortsetzung von Treecat Wars: Stephanie Harrington und Lionheart müssen eine frisch von einer Baumkatze Adoptierte betreuen, einen übereifrigen Journalisten (der eigentlich die Baumkatzen schützen will) ausbremsen und eine mysteriöse Serie von Unglücksfällen aufklären. |

### Manticore Ascendant / Der Aufstieg Manticores
| Englischer Titel                                                                             | Deutscher Titel                                                                               | Handlung |
| -------------------------------------------------------------------------------------------- | --------------------------------------------------------------------------------------------- | --- |
| A Call to Duty (mit Timothy Zahn) Baen, 2014, ISBN 978-1-4767-3684-6.                        | Im Namen der Ehre (mit Timothy Zahn) Bastei, 2016, ISBN 978-3-404-20826-5.                    | Aufbauend auf der Kurzgeschichte A Call to Arms aus der Anthologie Beginnings spielt die Handlung wenige Jahre nach der Young Adult Series (Star Kingdom) über die Hauptfigur Travis Uriah Long. |
| A Call to Arms (mit Timothy Zahn und Thomas Pope) Baen, 2015, ISBN 978-1-4767-8156-3.        | Ruf zu den Waffen (mit Timothy Zahn und Thomas Pope) Bastei, 2016, ISBN 978-3-404-20851-7.    | |
| A Call to Vengeance (mit Timothy Zahn und Thomas Pope) Baen, 2018, ISBN 978-1-4767-8210-2.   | Zwischen den Fronten (mit Timothy Zahn und Thomas Pope) Bastei, 2019, ISBN 978-3-404-20935-4. | |
| A Call to Insurrection(mit Timothy Zahn und Thomas Pope) Bean, 2022, ISBN 978-1-9821-2589-9. |                                                                                               | |

### Honorverse Companions / Begleitbücher zum Honorverse
| Englischer Titel                                   | Deutscher Titel   | Abschnitt                                            | Inhalt |
| -------------------------------------------------- | ----------------- | ---------------------------------------------------- | --- |
| House of Steel Baen, 2013, ISBN 978-1-4516-3875-2. | (nicht übersetzt) | David Weber I Will Build My House of Steel           | Kurzroman über das Leben von Roger III, des Vaters von Elisabeth III, Königin von Manticore. |
| House of Steel Baen, 2013, ISBN 978-1-4516-3875-2. | (nicht übersetzt) | David Weber with BuNine Color Illustrations          | 16 Seiten mit Farbabbildungen von Flaggen, Uniformen, Uniformabzeichen und Raumschiffen der Royal Manticoran Navy und der Grayson Space Navy. Diese Seiten finden sich im Hardcover und im Trade Paperback, sie fehlen im Taschenbuch. |
| House of Steel Baen, 2013, ISBN 978-1-4516-3875-2. | (nicht übersetzt) | David Weber with BuNine The Star Empire of Manticore | Hintergrundmaterial zum Sternenimperium von Manticore: Astrographie, Geschichte, Regierung, Bevölkerung, eingeborene intelligente Bewohner, Militär (Navy, MarineCorps, Army).                                                         |
| House of Steel Baen, 2013, ISBN 978-1-4516-3875-2. | (nicht übersetzt) | David Weber with BuNine The Protectorate of Grayson  | Hintergrundmaterial zum Protektorat von Grayson: Astrographie, Geschichte, Regierung, Bevölkerung, Militär (Navy, Army). |

### Zeitliche Reihenfolge der Erzählungen
1. Gleichzeitig:
  - „Eine wunderbare Freundschaft“ aus Die Siedler von Sphinx
  - A beautiful Friendship (die erste Hälfte des Jugendromans ist nahezu identisch mit der Kurzgeschichte)
2. Fire Season
3. Treecat Wars
4. „Der Streuner“ aus Die Baumkatzen von Sphinx
5. 1652 P.D.: „Jeder Traum hat seinen Preis“ aus Die Baumkatzen von Sphinx
6. Dezember 1844 P.D. bis Oktober 1883 P.D. (Epilog November und Dezember 1914 P.D.): „I will build my House of Steel“ aus House of Steel
7. 1880 P.D.: „Die Raumkadettin von Sphinx“ aus Die Raumkadettin von Sphinx
8. „Das Gambit der Königin“ aus Die Baumkatzen von Sphinx
9. „Ins gelobte Land“ aus Die Spione von Sphinx
10. 1890 P.D.: „Der schwerste Weg nach Hause“ aus Die Baumkatzen von Sphinx
11. 3. März 1900 P.D. – Januar 1901 P.D.: Auf verlorenem Posten
12. „Mit einer Klappe“ aus Die Spione von Sphinx
13. April 1903 P.D. – Mai 1903 P.D.: Die Ehre der Königin
14. Gleichzeitig:
  - Ein schneller Sieg
  - „Eine Bildungsreise“ aus Die Siedler von Sphinx
15. Mit Schimpf und Schande
16. „Ein Schiff namens Francis“ aus Die Spione von Sphinx
17. „Ein Stellvertreterkrieg“ aus Die Baumkatzen von Sphinx
18. Im Exil
19. Ehre unter Feinden
20. „Eine Feuertaufe“ aus Die Siedler von Sphinx
21. „Weltenwandler“ aus Die Raumkadettin von Sphinx
22. In Feindes Hand
23. Gleichzeitig:
  - Der Stolz der Flotte
  - „Auf nach Praha“ aus Die Spione von Sphinx
  - „Aus den Highlands“ aus Die Raumkadettin von Sphinx
24. Gleichzeitig:
  - Wie Phoenix aus der Asche
  - „Einbruch der Nacht“ aus Die Raumkadettin von Sphinx
  - „Der Fanatiker“ aus Die Spione von Sphinx
25. „Im Dienst des Schwertes“ aus Die Spione von Sphinx
26. Gleichzeitig:
  - Ein neuer Krieg / Honors Krieg
  - Der Sklavenplanet
27. Gleichzeitig:
  - Der Schatten von Saganami
  - Um jeden Preis
28. Gleichzeitig:
  - November 1919 PD bis April 1921 P.D.: Jeremy X
  - um 1920/´21 P.D.: An Bord der Hexapuma
  - bis Juli o. August 1921 P.D.: Auf Biegen und Brechen
  - Die Achte Flotte
  - Sturm der Schatten
29. Februar 1921 P.D. – Januar 1922 P.D.: Operation Janus
30. Mai 1921 P.D. – April 1922 P.D.: Die Fackel der Freiheit
31. Dezember 1921 P.D. – Februar 1922 P.D.: Honors Mission
32. Gleichzeitig:
  - Februar 1922 P.D. – Mai 1922 P.D.: Der letzte Befehl
  - Februar 1922 P.D. – Mai 1922 P.D.: Superdreadnought
33. Februar 1922 P.D. – Oktober 1922 P.D.: Schmiede des Zorns
34. März 1922 P.D. – Juni 1922 P.D.: Im Donner der Schlacht
35. Juni 1922 P.D. – Juli 1922 P.D.: Das Mesa-Komplott
36. Juni 1922 P.D. – August 1922 P.D.: Schatten der Freiheit